# Roots & Echoes
Roots & Echoes är ett album av det brittiska indierockbandet The Coral, utgivet 2007. Det blev som bäst åtta på den brittiska albumlistan, bandets sämsta placering dittills efter att deras fyra tidigare album alla nått topp 5.

## Låtlista
1. "Who's Gonna Find Me" (Nick Power/James Skelly) - 3:29
2. "Remember Me" (James Skelly) - 3:28
3. "Put the Sun Back" (James Skelly) - 3:04
4. "Jacqueline" (Nick Power/James Skelly) - 3:31
5. "Fireflies" (Bill Ryder-Jones/James Skelly) - 4:00
6. "In the Rain" (Nick Power/James Skelly) - 3:09
7. "Not So Lonely" (James Skelly) - 3:48
8. "Cobwebs" (James Skelly/Ian Skelly/Lee Southall) - 3:32
9. "Rebecca You" (Bill Ryder-Jones/Nick Power/James Skelly) - 3:53
10. "She's Got a Reason" (James Skelly) - 4:29
11. "Music at Night" (Marcus Holdaway/Bill Ryder-Jones/James Skelly) - 6:17